# 亜南極

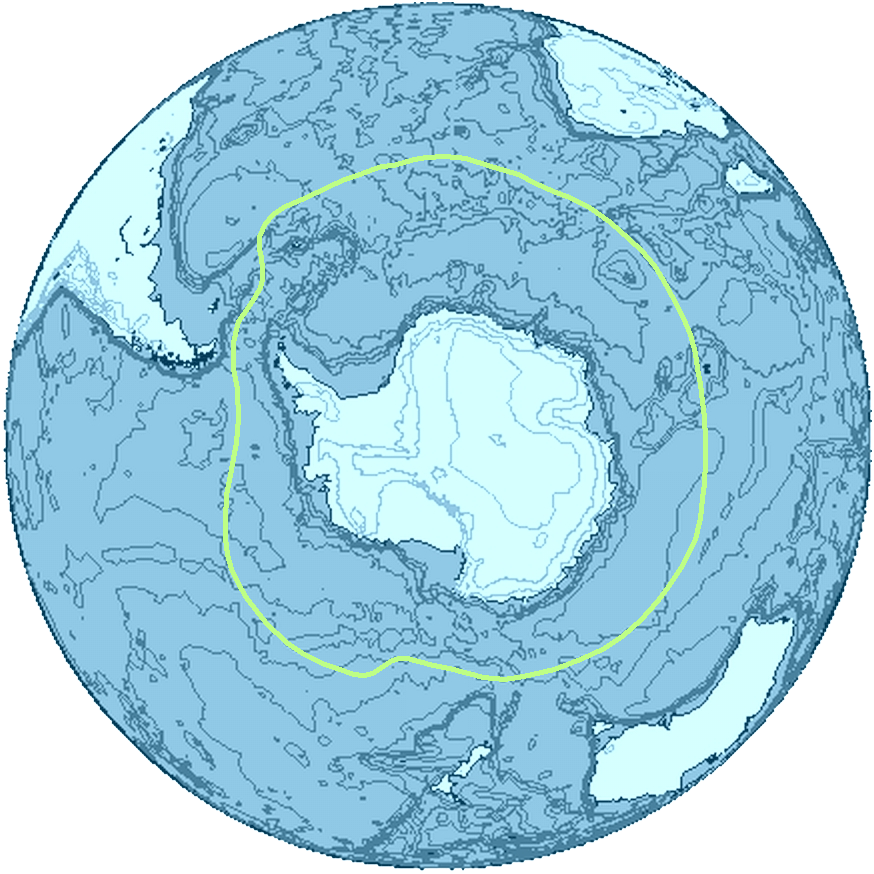
南極収束線。寒帯前線のおよそ200キロメートル南にあり、2つの自然地理学的な地域区分（亜南極と南極）を分ける境界線である。

亜南極（あなんきょく　英語：Subantarctic）とは、地球の南半球の地域のひとつで、南極地域のすぐ北にある。緯度で言うとおおよそ南緯46°から60°のあたり。亜南極地域のうちインド洋と大西洋と太平洋の南部には島がたくさんあり、南極収束線の北側には特に多い。

## 地理

主な海流の一覧図。世界の熱塩循環も南極環流も地域、及び世界の気候に強く影響している。

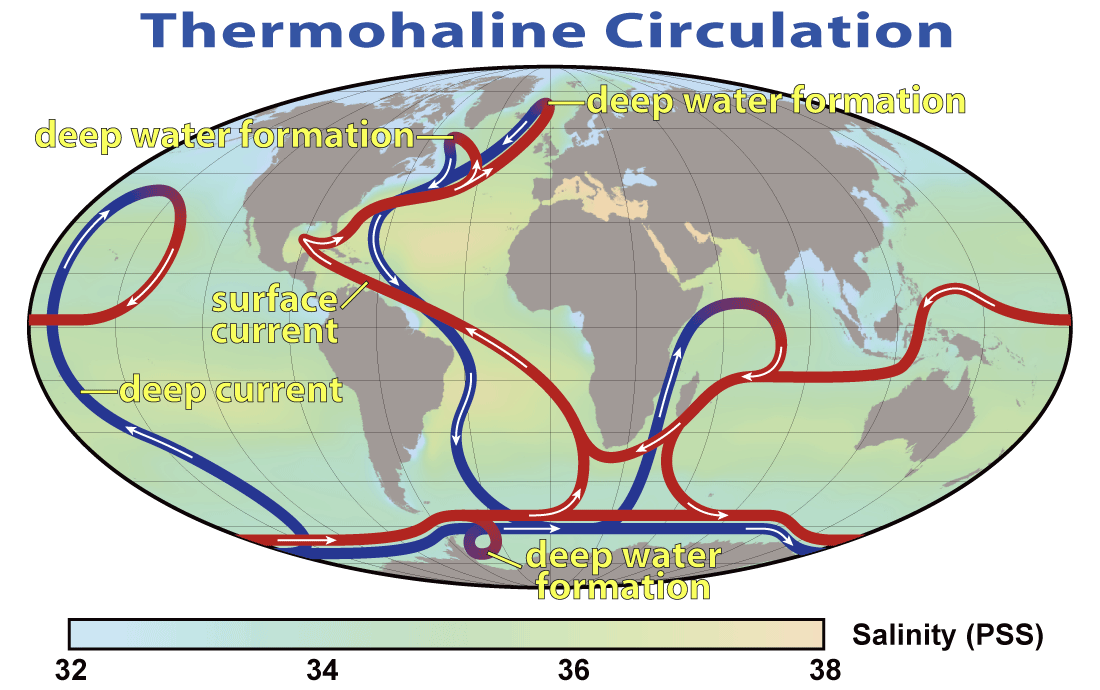
世界の熱塩循環の図。青い線は深海を、赤い線は表層を流れていることをしめす。

亜南極地域は、2つの地理的区域と3つの異なる前線でできている。亜南極地域の北側の境目はさほどはっきりしていない亜熱帯前線（または亜熱帯収束線ともいわれる）である。亜熱帯前線の南は地理的区域でいう亜寒帯である。亜寒帯の南は亜南極前線で、亜南極前線の南は、極前線帯と呼ばれる。そして、南半球の亜寒帯と極前線帯をあわせて亜南極地域という。極前線帯の南の境界線（つまり亜南極地域の南の境界線）を南極収束線という。寒帯前線のおよそ200キロメートル南にある。

### 南極環流と熱塩循環の影響
亜南極前線はインド洋と太平洋では南緯48°と58°の間に、大西洋では南緯42°と48°の間にある。亜南極前線や南極環流の北側の境目である。南極環流は南極海で一番重要な海流であり、地球を完璧に1周する唯一の海流でもある。大西洋とインド洋と太平洋の南部を東へ流れる南極環流は3つの別の海盆をつなぐ。海面から深海2000 - 4000メートルまで広がり、幅も最大で2000キロメートルあり、地球の海流の中では一番多くの海水を動かしている。
ACCの流量は最大150スベルドラップ （1億5000万立方メートル毎秒）で、これは全世界の川を流れる水の体積の150倍に相当する。
南極環流と世界の熱塩循環は、水中の生物多様性と同じくらい、地域や世界の気候に強く影響する。
熱塩循環よりもずっと影響は小さいものの、亜南極地域の気候に寄与する要因はもう1つある。それは熱塩循環による南極底層水の形成である。熱延循環は、表層の熱と蒸発によってできる地球全体の密度勾配で動く、世界的な海洋循環の1つである。

## 亜南極の定義

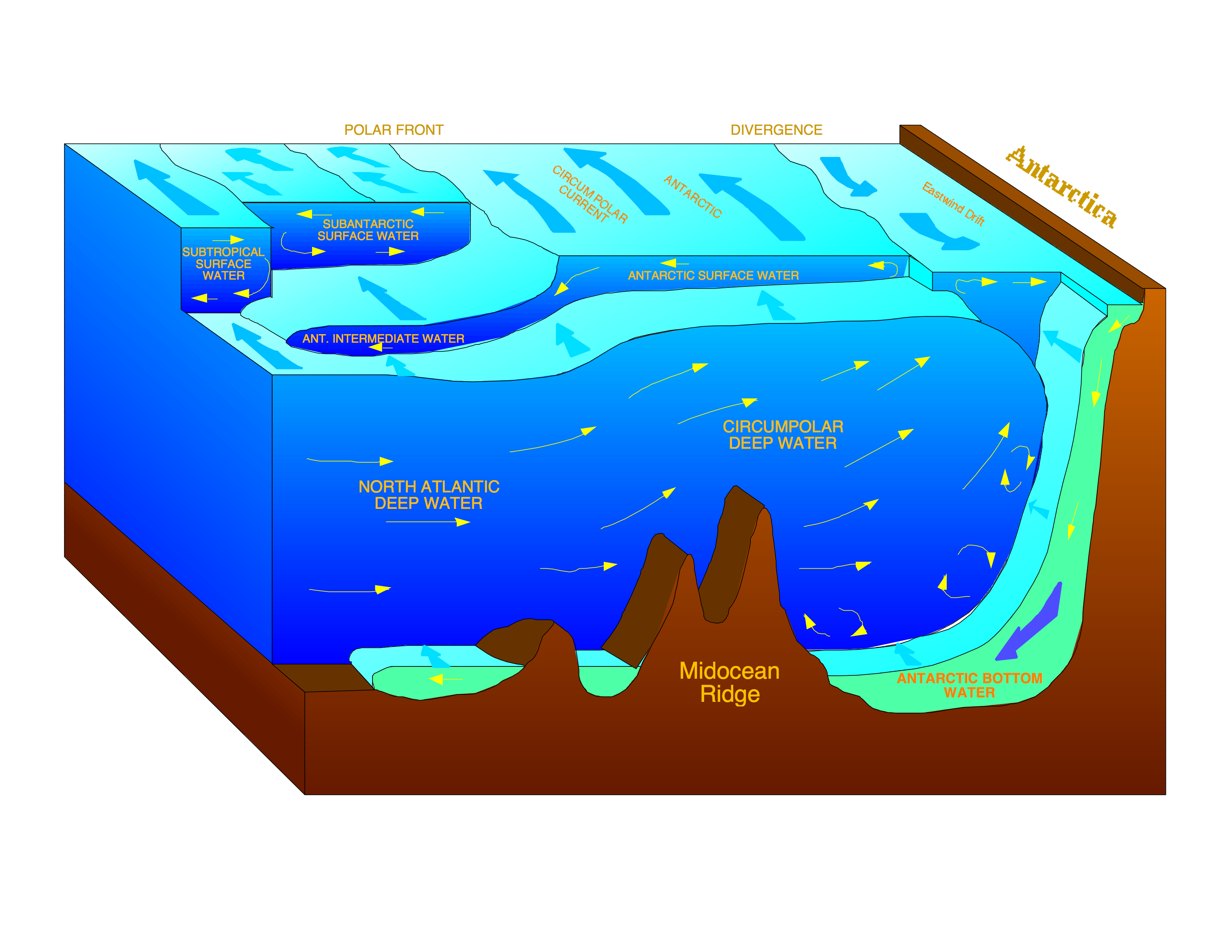
南極海の様々な水塊を表した図。

いくつかの別個の水塊は、南極収束線 （特に亜南極表層水、亜南極モード水、南極表層水、南極中層水）のすぐ近くに集まっている。この収束線近くはかなり高い基礎生産力（特にナンキョクオキアミ）に特筆されるような独特の自然環境が出来ている。これにより、ここ以南の陸地と水域は気候学的、生物学的、水文学的観点から、南極に属していると考えられている。しかし、南極条約の第6条には、"この条約の規定は、南緯六十度以南の地域（すべての氷だなを含む。）に適用する。"とある。したがって政治的観点からは、南極とは南緯60度以南の全ての陸地と棚氷である、と定義される。

## 亜南極諸島

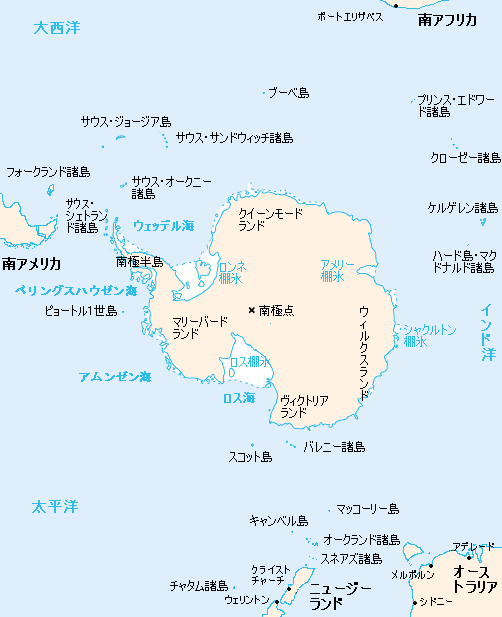
南極本土とその周辺の島々の一覧。

南緯37°から40°は亜熱帯高圧帯のすぐ南であり、トリスタン・ダ・クーニャ、アムステルダム島、サンポール島、ゴフ島などがある。これらはすべて孤立した火山島である。南極収束線よりもかなり北にあり、気候が比較的温帯に近いことから、普通は亜南極の島々とは考えない。
南緯46°から50°は吠える40度と呼ばれる領域に入っていて、クローゼー諸島、プリンス・エドワード諸島、バウンティ諸島、スネアーズ諸島、ケルゲレン諸島、アンティポデス諸島、オークランド諸島等がある。これらの島はすべて、南極収束線（亜南極地域のおおよその北限）に近く、亜南極地域の島であると考えられている。
南緯51°から56°にはフォークランド諸島、ロス・エスタードス島、イルデフォンソ諸島、ディエゴ・ラミレス諸島そしてティエラ・デル・フエゴとホーン岬の近くにある島々などがある。このあたりは南極収束線により北にあり、狂う50度と呼ばれる。他の亜南極地域の島と違い、この地域の島には木や草原（ほとんどがタソックグラスである）さらに農地すらある。このあたりの島の、標高が最も低いところにはツンドラと万年雪と氷が少ない。これらの島はかなり南にあるが、亜南極地域と呼んでいいのかには議論の余地がある。なぜなら気候も地理も他の亜南極の島と明らかに違うからである。
南緯52°から57°にはキャンベル諸島（キャンベル島など）、ハード島とマクドナルド諸島、ブーベ島、サウスジョージア・サウスサンドウィッチ諸島、マッコーリー島などがある。ここも、狂う50度に位置している。この地域の島の特徴はツンドラと永久凍土と火山である。このあたりは南極収束線より南にあるが、南緯60度（南極条約による南極の定義線）よりは北にある。従って、南極収束線より南だが、実際には南緯60度以北なので亜南極に含まれると考えることができる。
南緯60°から69°にはサウス・オークニー諸島、サウス・シェトランド諸島、バレニー諸島、スコット島、ピョートル1世島がある。すべて、正当に南極地域の島であると考えられている。理由は以下の3つ。
1. 南極収束線より南にあるから。
2. 南極海にあるから。
3. 南緯60度以南だから。

この海域を絶叫する60度と呼ぶ。
上記のことを考えると、以下は南極周辺の島の一覧と考えるべきである。
| 諸島の名前                                                         | 経緯度                                                  | 海       | 領有を主張している国 |
| ------------------------------------------------------------------ | ------------------------------------------------------- | -------- | -------------------- |
| アンティポデス諸島                                                 | 南緯49度40分 東経178度46分 / 南緯49.667度 東経178.767度 | 太平洋   | ニュージーランド     |
| オークランド諸島                                                   | 南緯50度42分 東経166度05分 / 南緯50.700度 東経166.083度 | 太平洋   | ニュージーランド     |
| バウンティ諸島                                                     | 南緯47度45分 東経179度03分 / 南緯47.750度 東経179.050度 | 太平洋   | ニュージーランド     |
| ブーベ島                                                           | 南緯54度26分 東経03度24分 / 南緯54.433度 東経3.400度    | 大西洋   | ノルウェー           |
| キャンベル島                                                       | 南緯52度32分 東経169度08分 / 南緯52.533度 東経169.133度 | 太平洋   | ニュージーランド     |
| クローゼー諸島                                                     | 南緯46度25分 東経51度59分 / 南緯46.417度 東経51.983度   | インド洋 | フランス             |
| ハード島とマクドナルド諸島                                         | 南緯53度04分 東経73度00分 / 南緯53.067度 東経73.000度   | インド洋 | オーストラリア       |
| ケルゲレン諸島                                                     | 南緯49度15分 東経69度35分 / 南緯49.250度 東経69.583度   | インド洋 | フランス             |
| マッコーリー島                                                     | 南緯54度38分 東経158度52分 / 南緯54.633度 東経158.867度 | 太平洋   | オーストラリア       |
| プリンス・エドワード諸島                                           | 南緯46度46分 東経37度51分 / 南緯46.767度 東経37.850度   | インド洋 | 南アフリカ           |
| サウスジョージア・サウスサンドウィッチ諸島のサウスジョージア       | 南緯54度30分 西経37度00分 / 南緯54.500度 西経37.000度   | 大西洋   | イギリス             |
| サウスジョージア・サウスサンドウィッチ諸島のサウスサンドイッチ諸島 | 南緯57度30分 西経27度00分 / 南緯57.500度 西経27.000度   | 大西洋   | イギリス             |
| スネアーズ諸島                                                     | 南緯48度01分 東経166度32分 / 南緯48.017度 東経166.533度 | 太平洋   | ニュージーランド     |

### エピソード
第二次世界大戦中の1942年から1945年まで、ニュージーランドの科学者達がコースト・ウォッチャーズとして亜南極諸島に滞在していた。ドイツ海軍の通商破壊艦艇が退避して来た際に妨害するのが名目であった。この着想は、科学者達をいたずらに遊ばせておくのではなく、研究を進めさせることが目的であった。科学者の配置は安全保障上の理由で「岬の遠征」("The Cape Expedition")として続いた刊行物の中で知られていた。スタッフにはRobert Fallaが含まれており、後に著名なニュージーランドの科学者となった。

## 亜南極モード水における気候変動の影響

大気と海水との間の二酸化炭素の交換図。

亜南極モード水と南極中層水は、共に二酸化炭素を貯留、つまり大気中の二酸化炭素を吸収し、溶液としてためる。ところで、水への気体の溶存量は、一般に水温が低い方が溶存量が増える（水温が上がれば溶存量は減る）傾向にあり、二酸化炭素の場合も例外ではない。したがって、もしも亜南極モード水の水温が気候変動によって上がったら、亜南極モード水がためられる二酸化炭素の量は減る。コンピューターの気候モデルを使った研究によると、もし大気中の二酸化炭素濃度が2100年までに860ppm（現在のおよそ2倍）になったら、亜南極モード水の塩分濃度と密度が下がる。亜南極モード水と南極中層水の水塊の沈み込み能力と輸送能力が減ることにより、南極海における二酸化炭素の吸収量と貯留量を減らすことが潜在的にあり得る。

## 植物相と動物相

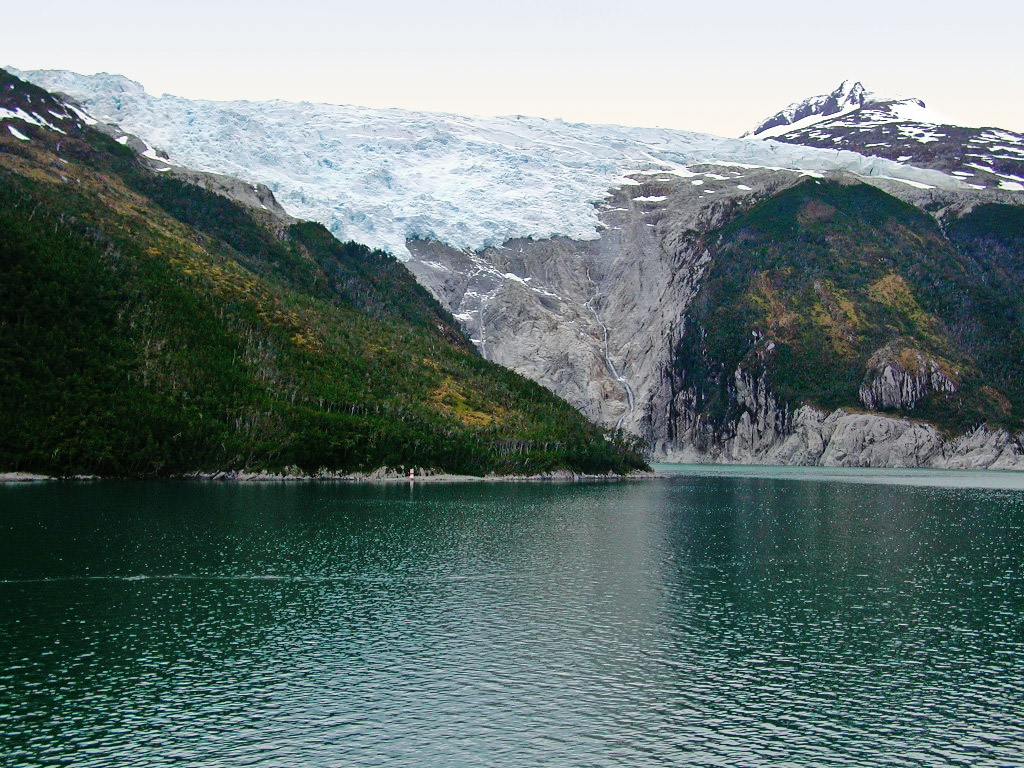
およそ南緯55度にあるビーグル海峡の植生の様子。北向きの斜面にしか木が生えておらず、南向きの斜面ははげ山である。ここが南半球であることに注意。

ハード島とその近くにあるマクドナルド諸島の風景は、火山活動と強い風と波、そして気候変動によって常に変わり続けている。この地域の火山活動は、ハード島の南西の側面の新しい溶岩流により1980年代中ごろから観測されている。衛星画像によると、マクドナルド諸島は1994年から2004年の間に火山活動によっておよそ1から2.5平方キロメートル大きくなった。
さらに、火山によって新しい陸地も作られて、気候が暖かくなり氷河が後退する。これら組み合わさったプロセスにより、モレーンやラグーンのような、氷のない、新しい陸上および水圏のエコリージョンが出来る。今はそこに新しい植物や動物が住めるようになっている。
ハード島にはとてつもなく大きいペンギン及びペトレルのコロニーや、ゾウアザラシやオットセイなどの、陸生で海の生き物を食べる動物の大きなハーレムがある。ハード島の大量の海鳥と海洋哺乳類により、この地域はいわば生物学的なホットスポットであると考えられている。島を囲む海洋環境はサンゴ、海綿動物、甲殻類、棘皮動物などの種を支える多様で弁別的な海底区分帯に特徴付けられる。この海洋環境は様々な魚の幼魚海域としても役に立ち、商業的関心もある。

## 亜南極地域の氷河
定義にもよるが、亜南極氷河とは、亜南極地域に点在する島々の上に存在する氷河のことを指す。なお、南極大陸の上に存在する全ての氷河は、亜南極氷河ではなく、南極の氷河と別に分類される。

### 亜南極地域の氷河の後退

1990年から2000年にかけてのサン・ラファエル氷河の後退の様子。なお、後ろにあるのはサン・クインティン氷河。

南半球全体で、氷河が有意な割合で後退している。南アメリカ大陸のアンデス山脈にある氷河については、コロンビアのネバドデルルイス火山、
ペルーのクエルカヤ氷冠とコリカリス氷河、
ボリビアのチャカルタヤにあるゾンゴ氷河とCharquini氷河、
チリのアコンカグア川の源流、
そして北パタゴニア氷原と南パタゴニア氷原など現在も調査中で、非常に多くの証拠が集まっている。
ニュージーランドと南極の氷河が後退する様子もよく記録されている。
このことを念頭におけば当然、多くの亜南極の氷河も後退している。氷河質量収支は、ケルゲレン諸島、ハード島、サウスジョージア・サウスサンドウィッチ諸島、ブーベ島など多くの島の氷河で有意に負の値をとっている。

## 更に進んだ情報
- U. Radok and D. Watts (1975). “A synoptic background to glacier variations of Heard Island”. Snow and Ice (Proceedings of the Moscow Symposium, August 1971) (104 ed.). Wallingford, Oxfordshire, UK: International Association of Hydrological Sciences. pp. 42–56 2010年6月7日閲覧。
- Truffer, M., Thost, D. and Ruddell, A. (2001). “The Brown Glacier, Heard Island: its morphology, dynamics, mass balance and climate setting”. Antarctic CRC Research Report No. 24. Hobart, Tasmania: Cooperative Research Centre for the Antarctic and Southern Ocean Environment, University of Tasmania. pp. 1–27
- Kevin Kiernan and Anne McConnell (2002). “Glacier retreat and melt-lake expansion at Stephenson Glacier, Heard Island World Heritage Area”. Polar Record 38 (207):  297–308 2010年6月7日閲覧。.
- Paul Carroll (2004年3月1日). “The South Atlantic and Subantarctic Islands”.  Derby, United Kingdom:  Paul Carroll. 2006年5月16日時点のオリジナルよりアーカイブ。2010年6月14日閲覧。